# Pucallpa-Zwergbuntbarsch
Der Pucallpa-Zwergbuntbarsch (Apistogrammoides pucallpaensis) ist ein sehr kleiner Buntbarsch, der im westlichen Amazonasgebiet vorkommt. Die einzigen bisher bekannten Vorkommen liegen im westlichen Peru im Einzugsgebiet des mittleren und unteren Río Ucayali, im nördlichen Peru im unteren Río Ampiyacu, einem kleinen Nebenfluss des Amazonas, und im äußersten Süden von Kolumbien am oberen Amazonas. Der Pucallpa-Zwergbuntbarsch ist die einzige Art der Gattung Apistogrammoides. Der Gattungsname verweist auf die Ähnlichkeit mit Apistogramma (Gr.: „oides“ = ähnlich), das Art-Epitheton pucallpaensis auf die peruanische Stadt Pucallpa am Ufer des Río Ucayali, in deren unmittelbarer Nähe in einem Bach die für die Erstbeschreibung untersuchten Typusexemplare gefangen wurden.

## Merkmale
Männchen von Apistogrammoides pucallpaensis werden etwa 4 cm lang, Weibchen übertreffen eine Gesamtlänge von 3 cm nur wenig. Damit gehört die Art zu den kleinsten Buntbarschen. Die Körperhöhe liegt bei 35,7 bis 40,7 % der Standardlänge, die Kopflänge beträgt 32,1 bis 34,1 % der Standardlänge. Die Fische sind seitlich stark abgeflacht und zeigen einen deutlichen Geschlechtsdimorphismus. Männchen haben einen graubraunen bis dunkelgrauen Rücken, metallisch glänzende Körperseiten und einen weißlichen Bauch. In der Mitte der Körperseiten verläuft ein schwarzes Band. An der Schwanzwurzel finden sich drei übereinander liegende schwarze Flecken. Die rötliche Schwanzflosse wird von zahlreichen kleinen, hellblauen Punkten gemustert. Die gelbgrüne Rückenflosse ist schwarz gesäumt. Die Afterflosse ist grünlich bis bläulich. Der untere Bereich des Kopfes und der Kiemendeckel glänzen grünlich, die Lippen sind blaugrün. Die einzelnen Schuppen sind deutlich sichtbar, da ihr Rand dunkel ist. Die Weibchen sind bräunlich und zeigen ebenfalls eine dunkle Längsbinde auf den Flanken. Bei Erregung kann diese von fünf oder sechs senkrechten Streifen überlagert werden. Die Rückenflosse ist grünlich, die Afterflosse gelblich. Die Brustflossen sind transparent.

## Lebensweise
Nach Freilandbeobachtungen lebt der Pucallpa-Zwergbuntbarsch dicht unter der Wasseroberfläche, verborgen im dichten Schwimmpflanzenbewuchs. Er ist ein Substratlaicher, der sein bis zu 80 Eier umfassendes Gelege bevorzugt an der Decke von Höhlen ablegt. Die Pflege von Eiern und der noch nicht schwimmfähigen Larven übernimmt das Weibchen. Nach dem Freischwimmen der Jungfische übernehmen dann beide Eltern die Führung des Jungfischschwarms. In seinem Brutpflegeverhalten zeigt Apistogrammoides pucallpaensis damit eine Übergangsform zwischen Vater-Mutter-Familie und Elternfamilie, während Apistogramma-Arten eine Mann-Mütter-Familie bilden. Dabei hat ein Männchen mehrere Weibchen, die die Brutpflege allein ausüben, während das Männchen das Revier verteidigt.

## Systematik
Der Pucallpa-Zwergbuntbarsch wurde 1965 durch Hermann Meinken, den ehemaligen Leiter der Fischbestimmungsstelle des Verbands Deutscher Aquarien- und Terrarienvereine (VDA), beschrieben und einer neuen Gattung zugeordnet. Der Grund für die Aufstellung der neuen Gattung war die Anzahl der Hartstrahlen in der Afterflosse. Apistogrammoides pucallpaensis hat sechs bis neun, Apistogramma-Arten normalerweise nur drei Hartstrahlen. Nur bei Apistogramma commbrae, A. hoignei und A. luelingi sind es vier Hartstrahlen, mehr wurden bisher nur in wenigen Ausnahmefällen gezählt, sechs nur einmal bei A. luelingi. Die Wange ist bei Apistogrammoides pucallpaensis vollständig mit großen Schuppen bedeckt, bei Apistogramma aber mit zwei Schuppenreihen nur teilweise. Verglichen mit Apistogramma hat Apistogrammoides pucallpaensis eine reduzierte Seitenlinie.
Nach phylogenetischen Untersuchungen, bei denen drei mitochondriale und zwei Marker aus der Zellkern-DNA miteinander verglichen wurden, steht der Pucallpa-Zwergbuntbarsch allerdings innerhalb der Gattung Apistogramma und müsste dieser Gattung zugeordnet werden.